# Beste Boek voor Jongeren
De prijs voor het Beste Boek voor Jongeren is een Vlaams-Nederlandse literaire onderscheiding die sinds 2010 jaarlijks wordt uitgereikt aan het beste boek voor jongeren. 

## Naam
De prijs werd in 2010 opgericht als de Grote Jongerenliteratuur Prijs (GJP), op initiatief van Stichting Lezen Nederland en het Nederlands Letterenfonds. De prijs stond onder voorzitterschap van Hedy d'Ancona. In 2011 werd de prijs, door samenwerking met Stichting Lezen Vlaanderen, een Vlaams-Nederlandse prijs. Ronald Giphart werd de nieuwe voorzitter. Stichting CPNB nam de organisatie van de prijs over in 2011. De prijs werd gesponsord door Stichting Dioraphte en heette van 2011 tot en met 2015 de Dioraphte Jongerenliteratuur Prijs (DJP) en van 2015 tot 2018 de Diorapthe Literatour Prijs.
In 2018 stopte de ondersteuning van Stichting Dioraphte. De naam van de prijs werd veranderd in Beste Boek voor Jongeren. In 2021 werd de naam van de campagne veranderd in Boekenweek van Jongeren. Sinds 2025 heet de campagne Goed Verhaal. De naam van de prijs is bij deze laatste wijziging onveranderd gebleven.

## Situering
Het doel van de prijs is jongerenliteratuur op de kaart te zetten en het lezen en leesplezier bij jongeren te bevorderen. Het gaat om boeken die bijzonder goed aansluiten bij de belevingswereld van jongeren van 15 - 18 jaar. Er bestaan al decennialang prijzen voor kinderboeken (tot 15 jaar) zoals de Griffels & Penselen, doorgaans een effectief instrument om literatuur te promoten in boekhandel, bibliotheek, onderwijs en media. Er was echter geen prijs voor boeken voor jongeren van 15 jaar en ouder. Vandaar dat in 2010 de Grote Jongerenliteratuur Prijs is opgericht. Het was een gezamenlijk initiatief van Stichting Lezen Nederland, Nederlands Letterenfonds, Stichting Lezen Vlaanderen, Cultureel Jongeren Paspoort (CJP), Boek.be, en werd mede mogelijk gemaakt door de Nederlandse Taalunie. Het prijzengeld bedroeg in totaal € 45.000 (vakjury en publieksprijs).  
Tot en met 2017 kende een vakjury de prijzen toe voor het beste Nederlandstalige boek en het beste vertaalde boek. Een publieksprijs werd georganiseerd onder jongeren zelf. CJP Vlaanderen en CJP Nederland organiseerden in dit kader een online stemcampagne. 
Vanaf 2015 organiseerde CPNB rondom de jongerenliteratuur een collectief georganiseerde campagne genaamd Literatour – Boekenweek voor Jongeren. Een persoonlijke benadering van jongeren in de vorm van een auteursbezoek op school vormde samen met de prijs de kern van de campagne.   

### 2018-heden
In 2018 stopte de ondersteuning van Stichting Dioraphte en veranderde de naam van de prijs in Beste Boek voor Jongeren, nog steeds met twee categorieën, te weten 'oorspronkelijk Nederlands' en 'vertaald'. De grootste verandering betrof de betrokkenheid van de doelgroep zelf. Zo worden de tien nominaties door een volwassen vakjury geselecteerd, speciaal aanbevolen voor jongeren van 15-18 jaar. Maar een jongerenjury kiest uit deze nominaties zelf het Beste Boek voor Jongeren. De publieksprijs werd afgeschaft.  

## Kritiek
De prijs kreeg in het verleden geregeld de kritiek dat de selectie van de titels niet voldoende gericht is op jongeren. Er zou te veel volwassen literatuur genomineerd worden, ten koste van young adult literatuur.

## Nominaties en winnaars

### 2024
- Neem nooit een beste vriend van Erna Sassen (Leopold) - categorie Nederlandstalig

Overige genomineerden: Ik ben jullie meester van Jeffrey Spalburg (Das Mag); Jimi Fender Johnson van Buddy Tegenbosch (Best of YA); Jona van Anna van Praag (Lemniscaat); W. van Tiemen Hiemstra (Das Mag)
- De nacht in de Telegraph Club van Malinda Lo - categorie vertaald (Nieuw Amsterdam; vertaald door Louise Koopman)

Overige genomineerden: Check&Mate van Ali Hazelwood, vertaald door De Vertaalzusjes (Best of YA); Het boomhuis in het bos van TJ Klune, vertaald door Anneke Bok (Volt); Lang leve Jane van Cynthia Hand, Brodi Ashton & Jodi Meadows, vertaald door Mariella Manfré (Moon); Shy van Max Porter, vertaald door Saskia van der Lingen (Bezige Bij) 

### 2023
- In het vervloekte hart van Rima Orie (Moon) - categorie Nederlandstalig

Overige genomineerden: De droomfabriek van Gerwin van der Werf (Atlas Contact); De geur van een moeder van Lucia van den Brink (Ambo Anthos); Niet geschikt voor publicatie van Gabrielle la Rose (Lebowski); Weerlicht van Jante Wortel (Das Mag)
- Zolang de citroenbomen bloeien van Zoulfa Katouh (Blossom Books). In de categorie Vertaald (vertaald door Merel Leene) [7]

Overige genomineerden: Buiten het veld van H.N. Khan, vertaald door Dennis Keesmaat (Querido); Een liefde van Arnaud Cathrine, vertaald door Vincent Oostelbos & Jacques Dohmen (Querido); Gamechanger van Neal Shusterman, vertaald door Maria Postema (Pelckmans); Ik moet je verraden van Ruta Sepetys, vertaald door Aleid van Eekelen-Benders (Luitingh-Sijthoff)

### 2022
- Lily van Tom De Cock - categorie Nederlandstalig[8]

Overige genomineerden: Centaur van Chris Polanen; De afwijking van Dries Muus; Stenen eten van Koen Caris; Zonder titel van Erna Sassen
- Het meisje met de luidende stem van Abi Daré. In de categorie Vertaald (vertaald door Arjaan en Thijs van Nimwegen)

Overige genomineerden: De Godden broers van Meg Rosoff, vertaald door Jenny de Jonge; De overlevenden van Alex Schulman, vertaald door Angélique de Kroon; Het onzichtbare leven van Addie LaRue van V.E. Schwab, vertaald door Merel Leene; Zeis van Neal Shusterman, vertaald door Lydia Meeder

### 2021
- Confrontaties van Simone Atangana Bekono (Lebowski) - categorie Nederlandstalig.[9][10]

Overige genomineerden: Strovuur van Gerwin van der Werf (Atlas Contact); Bart van Ap Dijksterhuis (Prometheus); Auxiety van Dieuwertje Heuvelings (Das Mag); Confettiregen van Splinter Chabot (Spectrum)
- Stilte heeft een eigen stem van Ruta Sepetys (Luitingh-Sijthoff) in de vertaling van Aleid van Eekelen-Benders - categorie Vertaald.

Overige genomineerden: Erebos ontwaakt van Ursula Poznanski, vertaald door Pieter Streutker (Lemniscaat); Op het geniale af van Benedict Wells, vertaald door Gerda Baardman (Meulenhoff); Rosie ❤ Jack van Mel Darbon, vertaald door Merel Leene (Blossom Books); De ballade van slangen en zangvogels van Suzanne Collins, vertaald door Maria Postema (Van Goor)

### 2020
- Nicolas en de verdwijning van de wereld van Anne Eekhout - categorie Nederlandstalig

Overige genomineerden: De executie van Daniëlle Bakhuis (Best of YA / Van Goor); De geur van groen van Pamela Sharon (Moon Young Adult); De Zwendelprins van Rima Orie (Moon Young Adult); Land van dadels en prinsen van Frank Nellen (Hollands Diep)
- Darius de Grote is niet oké van Adib Khorram  in de vertaling van Tjalling Bos - categorie Vertaald

Overige genomineerden: De bijzondere woorden van Gioia van Enrico Galiano, vertaald door Ada Duker en Henrike Herber (Luitingh-Sijthoff); Pans Labyrint. Het labyrint van de faun van Cornelia Funke, gebaseerd op de film El espinazo del diablo van Guillermo del Toro, vertaald door Esther Ottens (Querido); Toffee van Sarah Crossan, vertaald door Sabine Mutsaers (Kluitman); Vijf stappen van jou van Rachael Lippincott met Mikki Daughtry en Tobias Iaconis, vertaald door Karin Pijl (Volt)

### 2019
- De dag die nooit komt van Oliver Reps (De Harmonie) - categorie Nederlandstalig

Overige genomineerden: Concept M van Aafke Romeijn (Arbeiderspers); En ik was zijn held van Rindert Kromhout (Leopold); Roza van Olivier Willemsen (De Harmonie); Zomervacht van Jaap Robben (De Geus)
- Wit konijn/Rode wolf van Tom Pollock (Gottmer), vertaald door Esther Ottens - categorie Vertaald

Overige genomineerden: 67 seconden van Jason Reynolds (Blossom Books); De dag van Eden van Liz Flanagan (Gottmer); In dromen lieg je niet van Malin Persson Giolito (De Geus); Mijn allerliefste schat van Gabriel Tallent (Ambo|Anthos)

### 2018
- Wij zeggen hier niet halfbroer van Henk van Straten  - categorie Nederlandstalig

Overige nominaties: Onder een hemel van sproeten van Alex Boogers (Podium); Duizend vaders van Nhung Dam (De Bezige Bij); Het leven zelf van Roelof ten Napel (Atlas Contact); Aantekeningen voor het verplaatsen van obelisken van Arjan van Veelen (De Bezige Bij)
- The Hate U Give (Moon) van Angie Thomas, vertaald door Jasper Mutsaers - categorie Vertaald

Overige nominaties: Ellebogen van Fatma Aydemir (Signatuur). Vertaald door Marcel Misset; Laat los mijn hand van Edward Docx (Atlas Contact). Vertaald door Dirk-Jan Arensman; Montpelier parade van Karl Geary (Ambo|Anthos). Vertaald door Jan Fastenau; Wie het mooist valt van Sara Nović (Meulenhoff). Vertaald door Maaike Bijnsdorp en Lucie Schaap

### 2017
- De negen kamers van Peter-Paul Rauwerda - Publieksprijs

- Weg van Jowi Schmitz - categorie Nederlandstalig

Overige genomineerden: Schuld van Walter van den Berg (Das Mag); Ivanov van Hanna Bervoets (Atlas Contact); Mensen zonder uitstraling van Jente Posthuma (Atlas Contact); De negen kamers van Peter-Paul Rauwerda (Lemniscaat)
- Een van Sarah Crossan, vertaald door Sabine Mutsaers - categorie Vertaald

Overige genomineerden: Nodig van Joelle Charbonneau, vertaald door Carolien Metaal (Karakter); De meisjes van Emma Cline, vertaald door Tjadine Stheeman (Lebowski); Steen, papier, schaar van Inés Garland, vertaald door Corrie Rasink (Querido); Door het vuur van Jenny Valentine, vertaald door Jenny de Jonge (Luitingh-Sijthoff)

### 2016
- De IJsmakers van Ernest van der Kwast - categorie Nederlandstalig

Overige genomineerden: Het uur van Zimmerman van Karolien Berkvens (Lebowski); Het bestand van Arnon Grunberg (Nijgh & Van Ditmar); De zee zien van Koos Meinderts (De Fontein); Underdog van Elfie Tromp (De Geus) ; Oliver van Edward van de Vendel (Querido)
- Waar het licht is van Jennifer Niven, vertaald door Aleid van Eekelen-Benders - categorie Vertaald en Publieksprijs

Overige genomineerden: Doorgang van David Mitchell, vertaald door Harm Damsma (Nieuw Amsterdam); De heerschappij van de maskers (Vuur en as-reeks) van Sabaa Tahir, vertaald door Hanneke van Soest (Luitingh-Sijthoff); De naam van mijn broer van Larry Tremblay, vertaald door Gertrud Maes (Nieuw Amsterdam)

### 2015
- Birk van Jaap Robben - Publieksprijs

- De veteraan van Johan Faber (Nijgh & Van Ditmar) - categorie Nederlandstalig

Overige genomineerden: De lieve vrede van Geertje Kindermans (Nieuw Amsterdam); Birk van Jaap Robben (De Geus); Overspoeld van Gideon Samson en Julius ’t Hart (Querido); Valavond van Marita de Sterck (Querido)
- Eleanor & Park van Rainbow Rowell, vertaald door Annelies Jorna en Ineke Lenting - categorie Vertaald

Overige genomineerden: Zac & Mia van A.J. Betts, vertaald door Aimee Warmerdam (Blossom Books); Bunkerdagboek van Kevin Brooks, vertaald door Jenny de Jonge (De Harmonie); De geur van vrijheid van Giuseppe Catozzella, vertaald door Manon Smits (De Geus); Een bijna volmaakte vriendschap van Milena Michiko Flašar, vertaald door Isabelle Schoepen en Kris Lauwerys (Cossee)

### 2014
- Tilt van Michiel Stroink - Publieksprijs

- Zeven pogingen om een geliefde te wekken van Ineke Riem (Arbeiderspers) - categorie Nederlandstalig

Overige genomineerden: Kieuw van Saskia Maaskant (Davidsfonds);Tilt van Michiel Stroink (J.M. Meulenhoff); Geschiedenis van een berg van Peter Verhelst (Prometheus); Het land van Aukelien Weverling (Meulenhoff Boekerij B.V.)
- De verticale man, van Davide Longo en vertaald door Pieter van der Drift  (De Geus) - categorie Vertaald

Overige genomineerden: Waarom van Marjorie Celona, vertaald door Anke ten Doeschate (Cargo); De Cirkel van Dave Eggers, vertaald door Gerda Baardman, Lidwien Biekmann, Brenda Mudde en Elles Tukker (Lebowski); De schok van de val van Nathan Filer, vertaald door Nicolette Hoekmeijer (Anthos); Het mes dat niet wijkt van Patrick Ness, vertaald door Ineke Lenting (Moon)

### 2013
- Niemand in de stad van Philip Huff (De Bezige Bij) - categorie Nederlandstalig

Overige genomineerden: De verjaardagen van Hanneke Hendrix (De Geus); Dorst van Esther Gerritsen (De Geus); Paaz van Myrthe van der Meer (The House of Books); Strak Blauw – Renée van Marissing (Atlas | Contact)
- Een weeffout in onze sterren van John Green, vertaling Nan Lenders (Lemniscaat) - Publieksprijs en categorie Vertaald

Overige genomineerden: De schoenen van mijn broer van Ali Lewis, vertaling Marjet Schumacher (The House of Books); Herinneringen van een denkbeeldig vriendje van Matthew Dicks, vertaling Ineke van Bronswijk (Moon); Het ware verhaal van het monster Billy Dean van David Almond, vertaling Annelies Jorna (Querido); Mr Gwyn van Alessandro Baricco, vertaling Manon Smits (De Bezige Bij)

### 2012
- Magnus van Arjen Lubach - Publieksprijs

- Glijvlucht van Anne-Gine Goemans - categorie Nederlandstalig

Overige genomineerden: Magnus van Arjen Lubach en Een uur en tien minuten van Peter Zantingh
- Skippy tussen de sterren van Paul Murray, vertaling Dirk-Jan Arensman - categorie Vertaald

Overige genomineerden: De ruwe weg van Willy Vlautin (vertaald door Rob van Erkelens) en Tsjik van Wolfgang Herrndorf (vertaald door Pauline de Bok)

### 2011
- Mama Tandoori van Ernest van der Kwast (Nijgh en Van Ditmar) - Publieksprijs

- De hemel van Heivisj van Benny Lindelauf (Querido) - categorie Nederlandstalig

Overige genomineerden: Vogels die vlees eten van Thijs de Boer (Uitgeverij Nieuw Amsterdam) en Spiegeljongen van Floortje Zwigtman (Uitgeverij De Fontein)
- Ik ben de sterkste van Christian Frascella (vertaler Henrieke Herber) - categorie Vertaald

Overige genomineerden: k lieg maar één keer van Judy Blundell, vertaald door Aimée Warmerdam (Moon) en Luke en Jon van Robert Williams, vertaald door Auke Leistra (Uitgeverij Prometheus)

### 2010
- Trouw is de andere wang van Peter Bekkers (De Geus) -  categorie Nederlandstalig[21][22]

Overige genomineerden: Dit is geen dagboek van Erna Sassen; Dagen van Gras van Philip Huff. 
- Muleum van Erlend Loe, vertaling Femmigje Andersen Sijtsma (De Geus) - categorie Vertaald

Overige genomineerden: Zeitoun van Dave Eggers (vertalers Maaike Bijnsdorp en Lucie Schaap) en Paper Towns van John Green (vertaler Aleid van Eekelen)